# Múscul esternoclidomastoidal
El múscul esternoclidomastoidal (musculus sternocleidomastoideus), és un múscul de la cara lateral del coll, situat en la regió anterolateral, per sota del múscul platisma i dins d'una beina formada per la capa de revestiment de la fàscia cervical profunda. És un múscul llarg, robust, constituït en el seu tram toràcic per dos feixos o caps: l'esternal –cilíndric–, i el clavicular –aplanat–. Entre ambdues deixen el triangle de Sédillot, que permet un accés a la vena jugular interna i establir-ne una via. S'insereix, per baix, a la cara anterior del mànec de l'estern i el quart intern de la clavícula; per dalt, en la cara interna de l'apòfisi mastoide i la línia corba occipital superior. Serveix per dividir el coll en les regions cervical anterior i lateral.
En la part mitjana del múscul hi ha una zona en la qual convergeixen multitud de nervis, el punt d'Erb, de gran importància quirúrgica. L'innerva el nervi accessori espinal.
Aquest múscul permet tres accions diferents: la rotació del cap al costat contrari, la inclinació lateral, i una lleu extensió del cap.

## Insercions
El múscul esternoclidomastoidal presenta en el seu origen toràcic dues porcions clarament definides: una part medial inserida en l'estèrnum i una altra lateral en la clavícula; són el cap esternal i el cap clavicular respectivament.
- El cap esternal arrenca de la cara anterior de la maneta per mitjà d'un tendó arrodonit,[2] que s'entrecreua moltes vegades, en el seu origen, amb el del costat oposat, i el qual no triga a desaparèixer cap amunt enmig dels fascicles carnosos a què dona origen. Aquests fascicles continuant el trajecte del tendó, es dirigeixen obliquament cap amunt i enrere, en el sentit de l'apòfisi mastoide. A mesura que s'allunya del tòrax, el cap esternal s'eixampla gradualment fins a formar una massa muscular plana i prima que cobreix parcialment les fibres claviculars situades sota d'ell. Finalment s'estén sobre la cara lateral de l'apòfisi mastoide i acaba, en part, en la part lateral d'aquesta eminència òssia i, en part, en la part lateral de la línia corba superior de l'occipital.
- El cap clavicular, ampla i prim des del seu origen, s'insereix en el terç intern de la clavícula per una sèrie de llengüetes tendinoses, generalment molt curtes. Els fascicles carnosos que les continuen es dirigeixen verticalment cap amunt. Arriben a prop de la vora posterior del cap esternal, amb direcció obliqua, i en aquest punt es divideixen en dos grups: un, que són la major part, se situen sota el cap esternal i van a fixar-se en el vèrtex i la vora anterior de l'apòfisi mastoide. Els altres es flexionen cap enrere, segueixen la direcció del cap esternal –amb el qual es confonen–, i arriben a la línia nucal superior de l'os occipital, per acabar inserint-se en la part lateral d'aquesta línia corba.

## Estructura
L'esternoclidomastoidal està situat en un desdoblament de la part superficial de la fàscia cervical superficial. A causa de la seva forma, es considera que té una cara lateral (antigament anomenada externa), una cara medial (interna) i dues vores, un anterior i altre posterior.
- La cara lateral o superficial es correspon amb la pell a la part superior ia la part inferior, i la primera pot quedar coberta parcialment per la glàndula paròtide.[3] En la seva part mitjana es troba separada de la mateixa pel múscul cutani del coll. Entre l'esternoclidomastoidal i el cutani discorren la vena jugular externa i les diverses branques del plexe cervical:

- el nervi cervical transvers, que creua horitzontalment al múscul en la part mitjana,
- el nervi auricular major -branca auricular- i el nervi occipital menor -branca mastoidal -, els que creuen obliquament la seva part superior;
- els nervis supraclaviculars; les branques anteriors cobreixen la part inferior del múscul.

- La cara medial o profunda cobreix, cap avall, l'articulació esternoclavicular i, més amunt, la part inicial del esternotiroidal i del esternoclidohioidal, la part mitjana del digàstric, els escalens, l'espleni i l'angular de l'omòplat.

Cobreix així mateix, la beina carotídia –el paquet vasculonerviòs del coll– formada per l'artèria caròtide primitiva, la vena jugular –que voreja la part lateral de l'artèria–, i el pneumogàstric, que s'allotja en l'angle diedre que limiten per enrere l'artèria i la vena.
El tronc simpàtic cervical està situat més profundament i una mica per fora de la beina carotídia. Les relacions de la caròtide primitiva amb l'esternoclidomastoidal són molt importants, i d'aquí que els cirurgians antigament li hagin donat el nom de múscul satèl·lit de la caròtide, tot i que són molt variables, ja que el múscul varia molt tant en la seva direcció com en les seves dimensions transversals. L'artèria està situada al principi en la zona profunda de la fossa supraclavicular menor -situada entre les insercions clavicular i esternal de l'esternoclidomastoidal-; després arriba a la cara posterior del cap esternal. El múscul se situa en posició obliqua, cap amunt i enrere, mentre el vas segueix una direcció vertical. Per això el vas s'aproxima cada vegada més a la vora anterior de l'esternoclidomastoidal, però acaba per separar-se d'ell a un o dos centímetres per sota de la vora superior del cartílag tiroide.
La vora anterior de l'esternoclidomastoidal és molt obliqua, des de dalt i des del darrere cap endavant. Es troba en contacte, per dalt, amb la glàndula paròtide. Més avall, es correspon amb l'angle de la mandíbula, a la que es troba unit en la majoria dels casos per tractes fibrosos. En algunes ocasions, en canvi, està unit per una veritable tireta, la tireta maxil·lar de l'esternoclidomastoidal. Aquesta unió és un vestigi de la primitiva inserció del múscul a la mandíbula, que encara persisteix en tots els èquids. Per sota d'aquest vestigi, la vora anterior de l'esternoclidomastoidal forma el límit lateral de les regions suprahioidal i infrahioidal.
La vora posterior, també obliqua, constitueix amb la vora anterior del trapezi els dos límits laterals de la regió cervical lateral (antigament, triangle posterior del coll). A nivell de la porció mitjana d'aquesta vora, es distribueixen les cinc branques nervioses del plexe cervical.

## Irrigació
La irrigació va a càrrec de dues artèries principals i per artèries accessòries. Les artèries principals són l'artèria esternocleidomastoidal superior que, generalment, prové de l'occipital almenys en el 70% dels casos; poques vegades prové de l'auricular major. Aquest vas acompanyat d'una vena que creua en X al nervi hipoglòs quan aquest descriu la seva corba sobre l'artèria caròtide externa. Penetra en el múscul en companyia dels nervis que innerven el trapezi, formant així un petit pedicle vasculonerviòs. L'artèria esternocleidomastoidal mitjana neix generalment de la tiroide superior, prop del seu origen; pot provenir excepcionalment de la caròtide externa i també de la tiroide inferior. Té uns 5 a 6 cm de longitud, i va acompanyada d'una vena voluminosa. L'esternocleidomastoidal mitjana i la seva vena creuen la beina carotídia a l'altura del cartílag cricoide i arriben fins al múscul seguint un trajecte descendent.
Pel que fa a les artèries accessòries, el múscul rep arterioles que provenen de l'auricular posterior prop de les seves insercions superiors. En les proximitats dels seus insercions inferiors l'artèria escapular superior i més rarament la cervical transversa donen branques fines que arriben al múscul per la seva part posterior.

## Innervació
L'arrel espinal del nervi accessori (NC XI) proveeix la innervació motora de múscul esternoclidomastoidal. Aquest es dirigeix cap avall i enrere per penetrar a la cara profunda del múscul aproximadament entre 4 a 6 cm per sota del vèrtex de l'apòfisi mastoide, travessa comunament el múscul per arribar a la regió cervical lateral; de vegades presenta una branca que penetra per la cara medial d'aquest. Igual que els nervis cutanis situats en aquesta regió, és molt fàcil la seva secció accidental quan es realitza la dissecció del ECM.
Una mica abans d'ingressar en el múscul, o en l'espessor d'aquest, el nervi accessori espinal rep fibres de les branques dorsals dels nervis cervicals segon (C2) i tercer (C3), que porten fibres aferents destinades al dolor i la propiocepció.

## Acció
Els esternoclidomastoidals mouen les articulacions craniovertebrals i/o les articulacions intervertebrals cervicals. Les insercions en els ossos temporals d'aquests músculs –en la línia nucal superior i l'apòfisi mastoide- se situen posteriors a l'eix de les articulacions de l'atles amb l'os occipital (AO). Guardant la posició anatòmica de la columna vertebral cervical, la contracció de dos esternoclidomastoidals –principalment, de les fibres més dorsals– produeix l'extensió del cap sobre les articulacions i l'elevació del mentó. La contracció unilateral d'un esternoclidomastoidal produeix la flexió lateral del coll (inclinació homolateral del coll) i la rotació del cap en direcció al costat oposat, de manera que l'orella s'aproxima a l'espatlla ipsilateral del mateix costat, mentre que el mentó gira i s'eleva cap al costat oposat.
Quan actuen de forma conjunta, flexionen amb una gran amplitud el cap i el coll. Aquesta acció la poden realitzar de dues maneres:
- Amb el cap inicialment flexionat sobre les articulacions de l'AO, per l'acció dels músculs prevertebrals i/o els músculs suprahioidals i infrahioidals per resistència, els esternoclidomastoidals -principalment les fibres anteriors- flexionen tota la columna vertebral cervical, de manera que la barbeta arriba a entrar en contacte amb l'estern. No obstant això, normalment en posició dempeus, és la gravetat l'agent desencadenant d'aquest moviment.
- Quan actuen conjuntament amb els músculs extensors del coll (contra la resistència proporcionada per ells), la contracció bilateral pot flexionar la part inferior del coll al mateix temps que provoca una extensió limitada de l'articulació AO i, per tant, de la part superior del coll, fent possible la protusió de la barbeta sense moure el cap.

La contracció conjunta dels esternoclidomastoidals, si el cap i el coll es troben en una posició fixa, eleva les clavícules i el manubri esternal i, al mateix temps, la part anterior de les costelles. Per això, els esternoclidomastoidals actuen com a músculs accessoris de la respiració, assistint al moviment de bombament de la paret toràcica.

## Variacions
El múscul esternoclidomastoidal pot presentar una inserció aponeuròtica, situada generalment en la proximitat de la seva extremitat inferior. Pot unir-se en la seva vora posterior amb el trapezi. El cap esternal pot ser doble en la seva inserció i en una extensió considerable del seu trajecte. Ho és freqüentment també el cap clavicular, els seus dos fascicles es dirigeixen, un a l'apòfisi mastoide i l'altre a la línia nucal posterior. La coincidència, en un mateix subjecte, d'aquestes dues anomalies constitueix un esternoclidomastoidal doble o de quatre fascicles, un veritable quadrigemin del cap. Una disposició semblant és normal en alguns animals, com en els hiènids.
La inserció del fascicle clavicular de l'esternoclidomastoidal en l'apòfisi transversa de l'axis, constitueix un múscul anormal: el múscul clidoaxoidal.

## Imatges

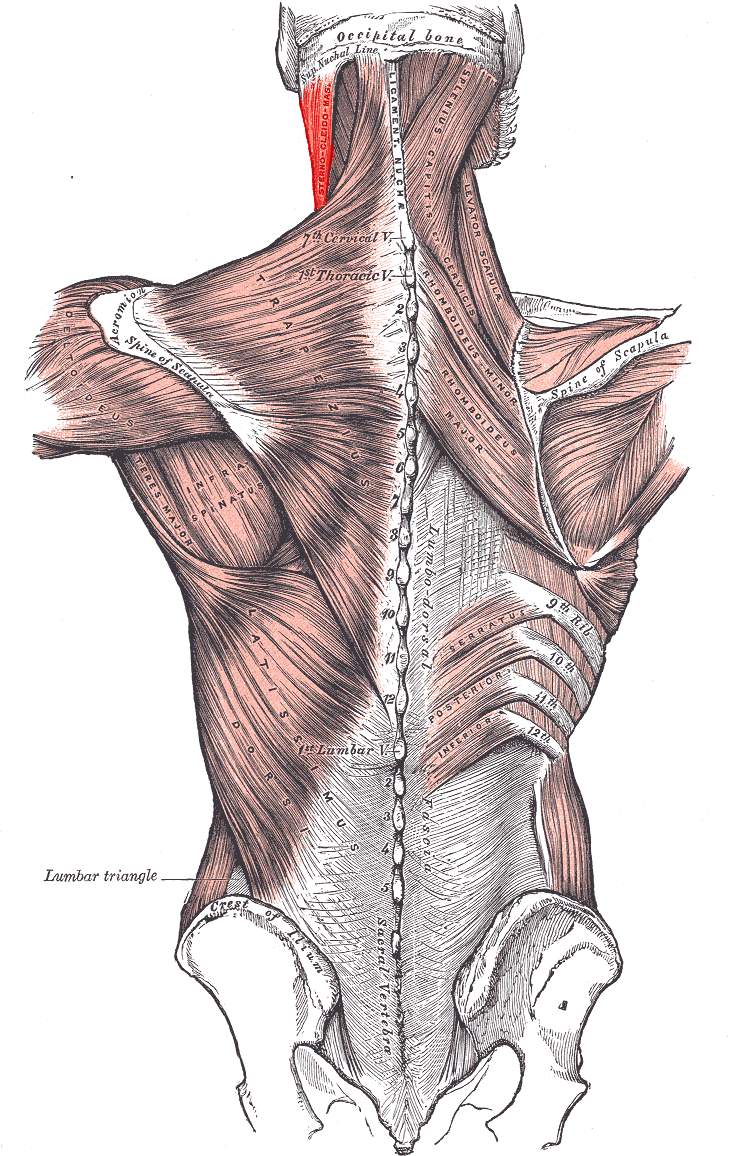
Músculs que connecten l'extremitat superior a la columna vertebral
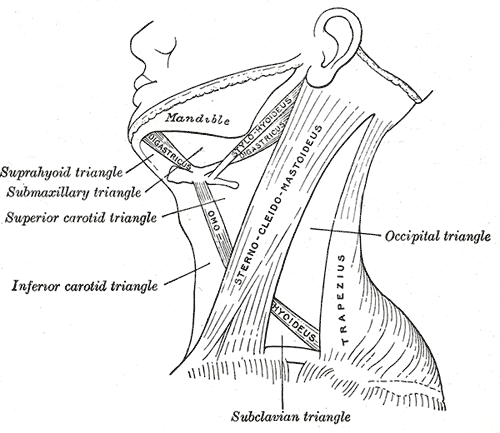
El múscul esternoclidomastoidal i les estructures properes
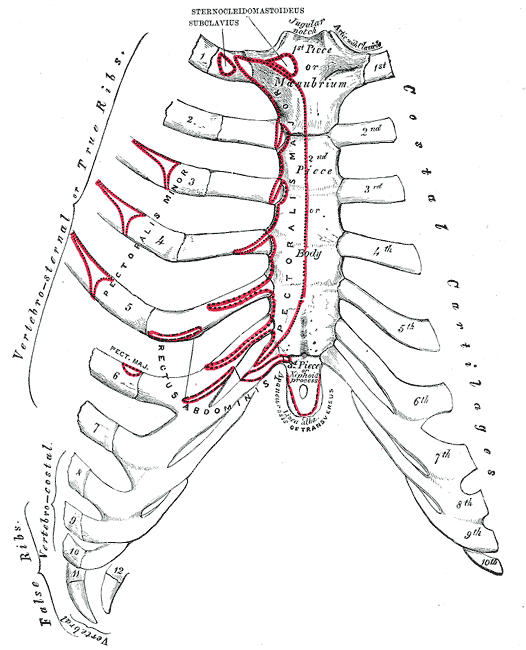
Superfície anterior de l'estern i els cartílags costals
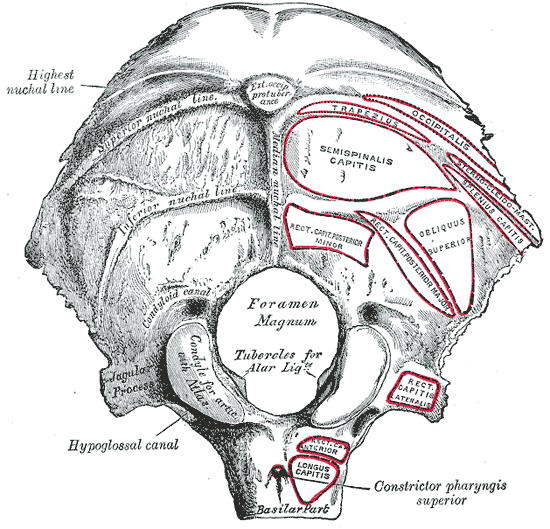
Superfície exterior de l'os occipital
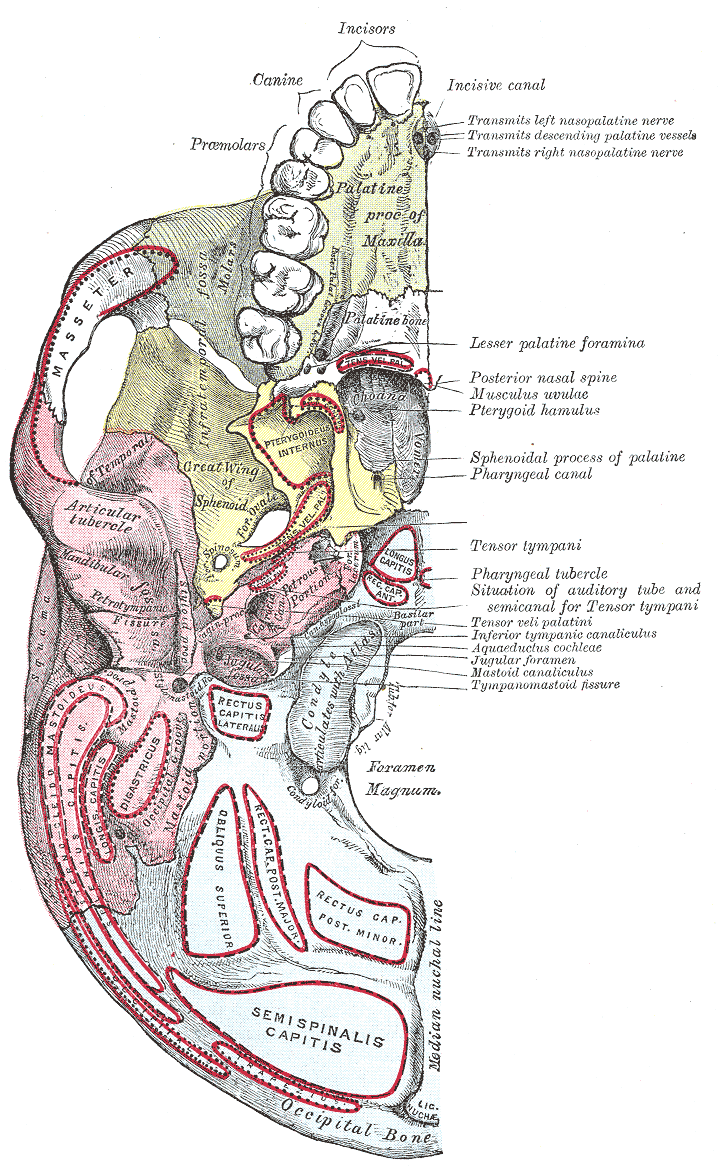
Cara inferior base de crani
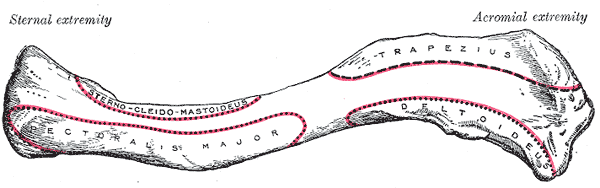
Superfície superior de clavícula esquerra
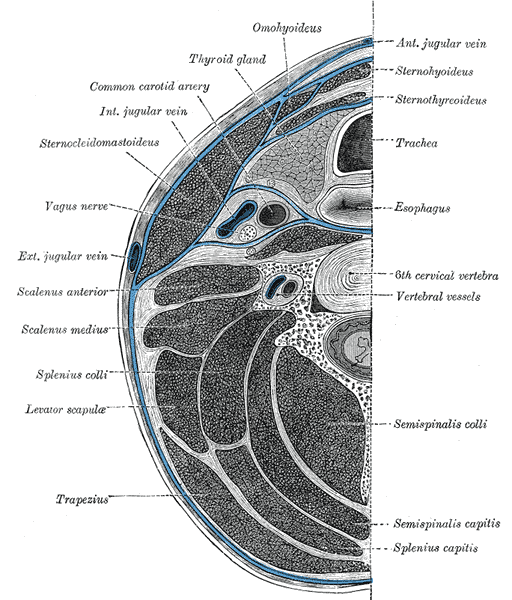
Secció del coll a nivell de la cervical C6
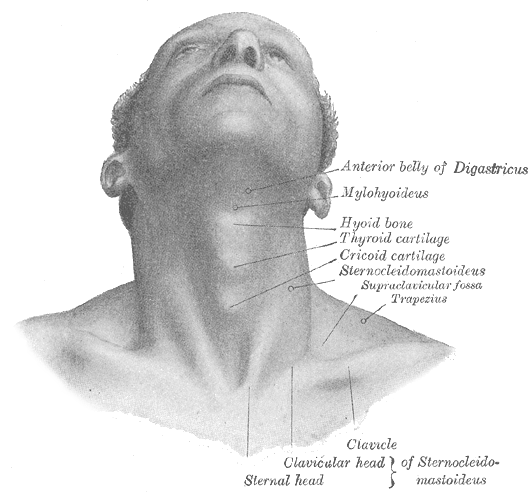
Vista frontal del coll
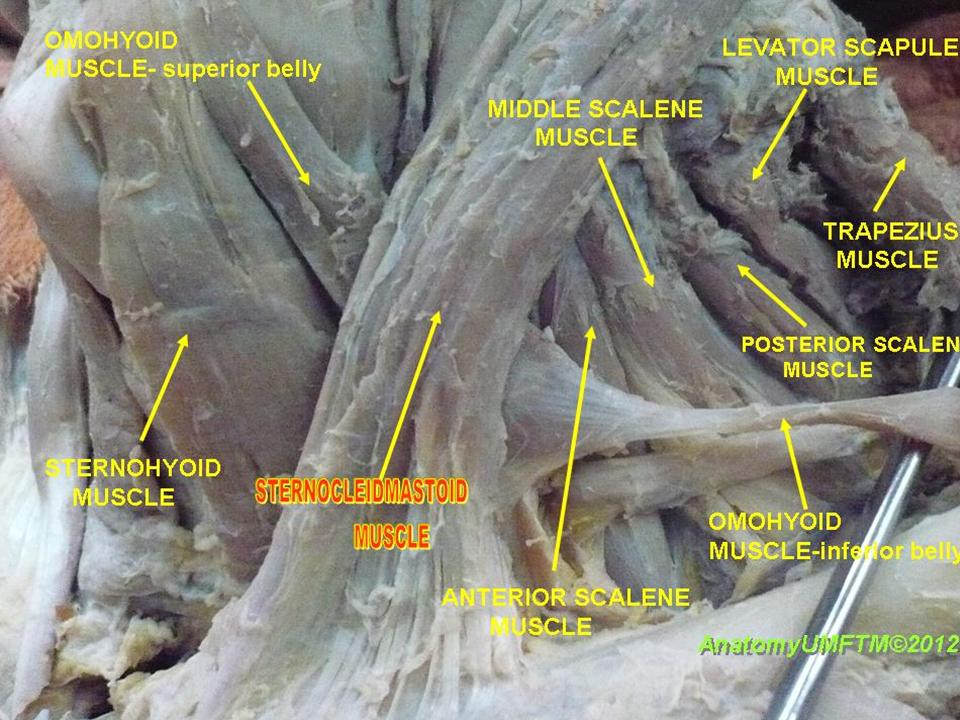
Regió anterior del coll, on es destaca el múscul esternoclidomastoidal
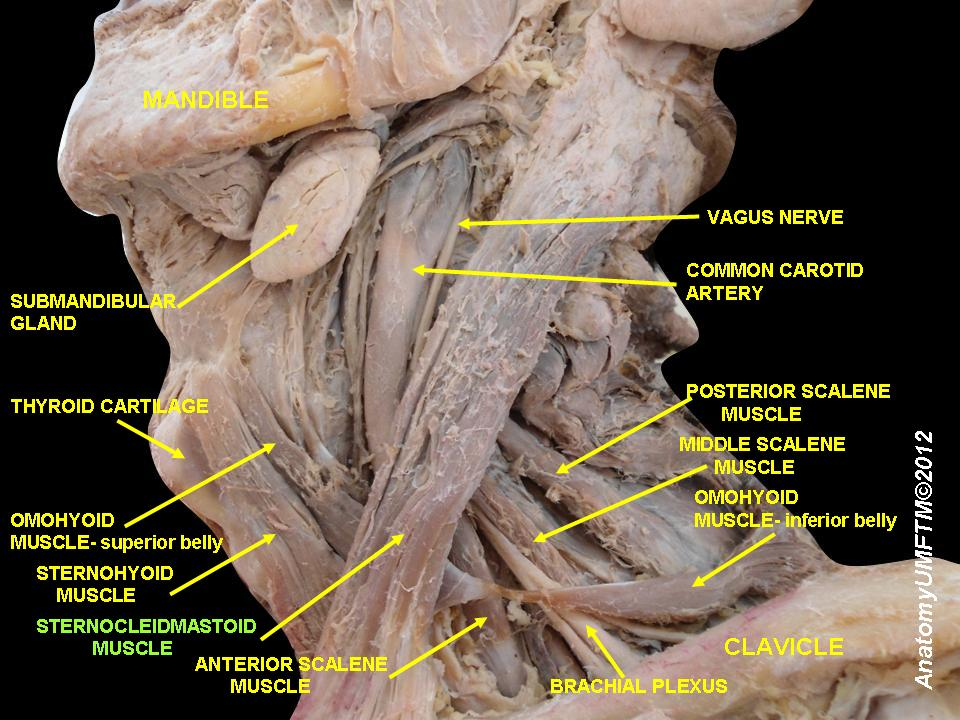
Vista lateral esquerra